# Hi Honey, I'm Home!
Hi Honey, I'm Home! é uma sitcom americana que foi transmitida de 19 de julho de 1991 a 12 de julho de 1992, com treze episódios. Toda semana, um novo episódio da série foi ao ar na ABC como parte de sua programação do TGIF nas noites de sexta-feira. O mesmo episódio seria transmitido no domingo à noite na Nickelodeon como parte da programação Nick at Nite do canal. A ABC parou de transmitir a série após o sexto episódio da primeira temporada. A segunda e última temporada do programa só foi ao ar no Nick at Nite antes de ser cancelada em julho de 1992. A série foi gravada diante de uma audiência ao vivo no Nickelodeon Studios no Universal Studios Florida.